# Davinder Singh Kang
Davinder Singh Kang (Panjabi ਦਵਿੰਦਰ ਸਿੰਘ ਕੰਗ; * 18. Dezember 1988 in Chak Shakur, Punjab) ist ein ehemaliger indischer Leichtathlet, der sich auf den Speerwurf spezialisiert hat. 2017 feierte er mit dem Gewinn der Bronzemedaille bei den Asienmeisterschaften in Bhubaneswar seinen größten sportlichen Erfolg.

## Sportliche Laufbahn
Erste internationale Erfahrungen sammelte Davinder Singh Kang im Jahr 2014, als er bei den Commonwealth Games in Glasgow mit einer Weite von 70,56 m in der Qualifikationsrunde ausschied. Im Jahr darauf belegte er bei den Asienmeisterschaften in Wuhan mit 7128 m den achten Platz und im Oktober gelangte er bei den Militärweltspielen in Mungyeong mit 72,77 m auf den sechsten Platz. 2017 gewann er bei den Asienmeisterschaften in Bhubaneswar mit 83,29 m die Bronzemedaille hinter seinem Landsmann Neeraj Chopra und Ahmed Bader Magour aus Katar. Anschließend erreichte er bei den Weltmeisterschaften in London mit 80,02 m auf Rang zwölf im Finale. 2019 wurde er bei den Asienmeisterschaften in Doha mit 71,58 m Zehnter und 2022 beendete er seine aktive sportliche Karriere im Alter von 33 Jahren.
2012 wurde Singh Kang indischer Meister im Speerwurf.